# Observatorio de Apache Point
El Observatorio de Apache Point es un observatorio astronómico situado en las montañas de la Sierra del Sacramento en Sunspot, Nuevo México, Estados Unidos, aproximadamente 29 km al sur de Cloudcroft. El observatorio es operado por la Universidad Estatal de Nuevo México (NMSU) y el Consorcio de Investigación Astrofísica (ARC). El acceso a los telescopios y edificios está restringido, pero el público puede visitar los jardines.

## Historia
El observatorio Apache Point se creó en 1984 con la construcción de un telescopio de 3,5 m. Originalmente constaba de cinco instituciones: la Universidad Estatal de Nuevo México, la Universidad de Washington, la Universidad de Chicago, la Universidad de Princeton y la Universidad Estatal de Washington, que se ha retirado desde entonces. Cuatro organizaciones adicionales se han incorporado a lo largo del tiempo: el Instituto de Estudios Avanzados de la Universidad Johns Hopkins, la Universidad de Colorado y la Universidad de Virginia. La financiación de los telescopios de 3,5 m y 0,5 m viene de su consorcio, pero los fondos para el telescopio de 2,5 m vienen de una gama mucho más amplia de fuentes. El telescopio de 1,0 m es apoyado exclusivamente por la NMSU.

## Telescopios

### ARC de 3,5 m
El telescopio ARC de 3,5 m es un reflector Ritchey-Chrétien en un montaje azimutal con instrumentos conectados en varios puntos focales. La construcción del edificio comenzó en 1985, pero las operaciones completas del telescopio se retrasa hasta noviembre de 1994 debido a problemas con la fabricación del espejo primario. A partir de 1991 hasta principios de 1993, cuando el telescopio fue equipado con un espejo de 1,8 m ahora ubicada en Observatorio Astrofísico Rothney en virtud de un acuerdo de participación en los costos.
Hay una variedad de instrumentos ópticos y del infrarrojo cercano disponible para el telescopio de 3.5 m, incluyendo:
- El espectrómetro echelle ARC (ARCES) utiliza un CCD con 2048x2048 píxeles de resolución y tiene una resolución de R ~ 31.500.
- El doble espectrómetro de Imágenes (DIS) es un espectrómetro óptico de baja resolución.
- Una Cámara de Infrarrojo Cercano / Fabry-Perot (Espectrómetro NICFPS) fue desarrollada en la Universidad de Colorado. Se utiliza un detector de infrarrojos H1RG HgCdTe 1024x1024 y un interferómetro de Fabry-Perot en el infrarrojo cercano. Tiene muchos filtros de banda estrecha, incluyendo H2, [Fe II] y [SIVI]. Es único entre astronómicos dispositivos Fabry-Perot en que se enfría con nitrógeno líquido.
- Una cámara Seaver Prototype Imaging (SPICAM) que es un instrumento óptico de imagen con una resolución de 2048x2048 pixeles.
- TripleSpec (Tspec) es un espectrógrafo infrarrojo cercano que proporciona cobertura de longitud de onda continua en el rango de 0,94 a 2,46 micras, con resolución moderada (R ~ 3500, dependiendo de la elección de la hendidura).
- El telescopio de 3.5 m también es utilizado por la operación de Apache Point y el observatorio lunar Laser-van (APOLLO) lunar van proyecto. El láser APOLLO está en funcionamiento desde octubre de 2005, y lleva a cabo de forma rutinaria precisión a nivel de milímetro rango entre la Tierra y la Luna.

Las observaciones utilizando el telescopio de 3.5 m se pueden realizar de forma remota por los observadores que utilizan TUI, la interfaz de usuario del telescopio, a través de Internet.

### SDSS de 2.5 m
El telescopio SDSS 2,5 m se utiliza para el Sloan Digital Sky Survey, y comenzó a funcionar en el año 2000. Se trata de un reflector Ritchey-Chrétien en un alt-azimut montaje alojados en un recinto de roll-off. Fue diseñado con una inusualmente grande de 3° campo de visión para apoyar mejor su principal tarea de inventariar todo el cielo.

### NMSU de 1,0 m
El NMSU de 1,0 m es un telescopio de soporte del conjunto reflector Ritchey-Chrétien en azimutal, y se terminó en 1994. Una resolución de 2048x2048 CCD montado en el foco Nasmyth proporciona al 15,7 minutos de  vista de arco del cielo.

### ARCSAT de 0,5 m
El ARC es un telescopio de pequeña apertura (ARCSAT) conocido anteriormente como el telescopio fotométrico (PT) cuando era parte del proyecto SDSS. Se trata de un  telescopio reflector de 0,5 m sobre una montura ecuatorial, con una sola cámara CCD enfriada por una unidad CryoTiger. Fue construido en 1991, se trasladó desde su ubicación anterior en 1998, y utilizado por el SDSS hasta 2005. Actualmente se utiliza para pequeños proyectos de investigación.

### Antiguo telescopio
El telescopio reflector de 0,6 m, fue construido en 1993 para monitorear las condiciones del cielo para el proyecto SDSS. Nunca operó de una manera satisfactoria, y fue reemplazado con uno de 0,5 m PT.